# Valere Amoussou
Valere Amoussou   (Cotonou, 10 de març de 1987) és un exfutbolista beninès de la dècada de 2010.
Fou internacional amb la selecció de futbol de Benín.
Pel que fa a clubs, destacà a AS Porto-Novo.